# Winnenden
Winnenden è un comune tedesco di 27 699 abitanti, situato nel land del Baden-Württemberg.
È tristemente noto per un grave fatto di cronaca accaduto l'11 marzo 2009, in cui un ragazzo di 17 anni, Tim Kretschmer, studente della Albertville-Realschule, uccise quindici persone e ne ferì altre undici con dei colpi di pistola, per poi morire poco dopo suicida.
È conosciuta anche per l'ospitare la sede della Kärcher.